# Avenhorn
Avenhorn (dialectische uitspraak ook wel Avehorre) is een dorp in de gemeente Koggenland, in de Nederlandse provincie Noord-Holland. Het dorp heeft ongeveer 3.455 inwoners.

## Geschiedenis

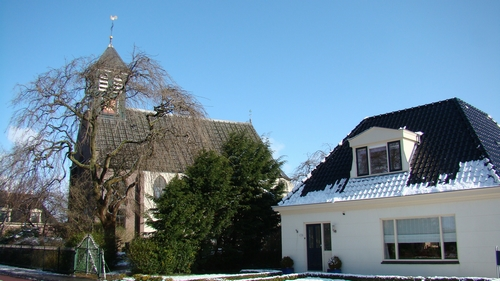
Protestantse Kerk van Avenhorn

Avenhorn was tot 1 januari 1979 een zelfstandige gemeente. Tot die gemeente behoorden sinds 13 april 1854 ook de dorpen Grosthuizen en Scharwoude en verder behoorde Oostmijzen tot de gemeente. In 1979 fuseerde Avenhorn met Berkhout, Oudendijk en Ursem tot de gemeente Wester-Koggenland, die per 1 januari 2007 met Obdam fuseerde tot de gemeente Koggenland.
Avenhorn heette van oorsprong anders, in 1396 komt de plaatsnaam voor als Lutticdrecht. De huidige plaatsnaam komt een eeuw later pas voor het eerst voor, in 1494 werd het geschreven als Avenhoorn. Er wordt van uitgegaan dat Avenhorn hoek van Ave betekent.
Vanaf de jaren zeventig van de twintigste eeuw kent Avenhorn een gestage en vooral in de jaren negentig en begin 21e eeuw een sterke groei en zijn de dorpen De Goorn en Avenhorn geheel aan elkaar gegroeid. Avenhorn vormt dan ook samen met het dorp De Goorn de hoofdplaats van de gemeente Koggenland. Op de grens met De Goorn ligt tegenwoordig het winkelcentrum, Vijverhof genaamd. De voornaamste bron van inkomsten is tegenwoordig vooral administratieve en zakelijke dienstverlening waar het vroeger, rond en voor 1950, landbouw en veeteelt was. Avenhorn kende destijds dan ook een land- en tuinbouwveiling, die per boot te bereiken was. Van deze veiling is alleen de kade nog over, het oude centrum van het dorp. Hoewel de meeste winkels zijn verdwenen uit het centrum, zijn het West en het Hoog nog altijd het uitgaanscentrum en de hoofdstraat van Avenhorn. Sinds de jaren negentig van twintigste eeuw is bij dat centrum ook een groot deel van de buurtschap Kathoek betrokken. Aan het West bevindt zich ook de opvallende Groene Kerk. De oorspronkelijk groen gekleurde toren van de kerk dateert van 1642 maar moest in 1914 herbouwd worden.

## Notarishuis
Een bijzonder gebouw is het Notarishuis in Avenhorn, gelegen aan de West 1. Zoals uit de gevelsteen blijkt, is de eerste steen gelegd op 18 juni 1852. Daarmee is het een van de oudere bouwwerken van deze plaats. Oorspronkelijk praktiseerde hier de notaris Joan Pan, geboren in Hoorn, die het pand liet bouwen. Het typische gebouw met balkon op de eerste verdieping was woon en praktijkpand.Achtereenvolgens waren er verschillende notarissen werkzaam. Dit is bijzonder, omdat het maar een kleine plaats is. Als laatste oefende notaris Kleuters de praktijk uit. Intussen veranderde de functie naar woonhuis maar is vrijwel ongeschonden de tijd doorgekomen. 

## Geboren
- Jan Koopman (1919-1997), pater en anti-abortusactivist
- Gerrit Koning (1933), schaatser
- Sonja Bakker (1974), gewichtsconsulent
- Martine de Jong (1975), schrijfster en columniste
- Jetse Bol (1989), profwielrenner